# Coniogramme sichuanensis
Coniogramme sichuanensis là một loài thực vật có mạch trong họ Adiantaceae. Loài này được H.S. Kung miêu tả khoa học đầu tiên năm 1982.